# GOR Discos
GOR Discos és un segell discogràfic independent amb seu a Pamplona (Navarra) que funciona des del 1991. Amb dècades d'experiència en l'escena de la música rock a Euskal Herria i també fora d'aquests, tant en euskera com en castellà. Ha treballat en la promoció de bandes de rock de diversos estils: punk, rock'n'roll, ska, hardcore, rock radical basc i pop.
Després de passar per la discogràfica Soñua en la dècada de 1980, que juntament amb els Estudios Soñua que seria representatiu del moviment del rock radical basc amb les gravacions de Kortatu, Scar o Hertzainak, o La Polla Records, i posteriorment escindida en Nola! i Oihuka, que acabaria sent dirigida per Ritxi Aizpuru, i fou el segell del primer disc de Negu Gorriak el 1990, i quan aquesta fou absorbida per Elkar, els germans Patxi, Antonio i Marino Goñi van fundar GOR discos.
A més de segell discogràfic (Gor Diskak), ofereix també management (Gor Kontratazioa), distribució (Gor Distribuidora) i editorial (Jarauta Ediciones Musicales).